# Чучков, Эмануил
Эмануил Христов Чучков (макед. Емануил (Мане) Христов Чучков; (14 [27] ноября 1901, Штип — 1 сентября 1967, Скопье) — югославский македонский политический и научный деятель.

## Биография
Родился 27 ноября (14 по старому стилю) 1901 года в Штипе. Окончил начальную школу Штипа и среднюю школу Скопье, поступил в Белградский университет на факультет философии. Окончил его в 1925 году, занимаясь в группе студентов географии (антропогеография и физическая география, этнология и этнография, история и славянская филология). Первый доктор географических наук из Штипа.
В молодости состоял в македонской революционной организации ВМРО. В годы Народно-освободительной войны служил в партизанских отрядах Македонии. 2 августа 1944 на Первом съезде Антифашистского собрания по народному освобождению Македонии был избран заместителем председателя собрания. 30 августа 1944 вошёл в состав Национального комитета по освобождению Югославии как представитель Македонии, заняв должность руководителя комитета по внутренним делам Македонии. 7 марта 1945 он был избран министром Македонии в составе переходного правительства Демократической Федеративной Югославии, но уже спустя месяц, 16 апреля, был отстранён от управления по обвинению в поддержке сепаратистов.
После войны занимал должность директора Народной библиотеки города Скопье. Как музыковед и этнолог, в 1947 году он основал школу народного художественного творчества «Македонский фольклор». В 1949 году он также занял должность руководителя государственного ансамбля народных песен и плясок «Танец». Параллельно преподавал в университете Скопье на факультете экономики.
Скончался 1 сентября 1967 года в Скопье. При жизни был награждён Орденом национального освобождения.